# کلمبوس (۲۰۱۵)
کلمبوس (انگلیسی: Columbus) یک فیلم به کارگردانی آر. سامالا است که در سال ۲۰۱۵ منتشر شد. سامانتا آشوین، میشتی، سیرات کاپور و ساپتاگیری بازیگران این فیلم هستند.